# Lápafő
Lápafő község Tolna vármegyében, a Dombóvári járásban.

## Fekvése
A Dunántúli-dombság Somogyi-dombságában, a Lápa-patak mellett fekszik. A település neve is innen ered. A vármegye nyugati részén, Tolna és Somogy határán található. A megyeszékhely, Szekszárd körülbelül 75 kilométerre, a legközelebbi város, Dombóvár mintegy 20 kilométerre fekszik. A szomszédos települések: Várong, Szakcs és Nak.

## Megközelítése
Közúton három irányból érhető el: a 61-es főútról Kocsola felől, valamint a Somogy vármegyei Igal felől a 6507-es úton, délről, Kapospula irányából pedig a 6517-es úton.
A térségben vasút nem közlekedik, az itteni közösségi közlekedést a Volánbusz autóbuszai biztosítják. A legközelebbi vasútállomás a körülbelül 20 kilométerre fekvő Dombóvár vasúti csomópontja.

## Története
Első írásos említése 1563-ból származik. Ekkor egy török adóösszeírás szerint a koppányi szandzsák része volt. Később a falu elpusztult és lakatlanná vált. 1734-ben települt újra.
A település Sobri Jóska halálának (1837. február 17.) helyszíne. Itt zajlott le a „Lápafői csata” néven elhíresült esemény, aminek a végén az ulánus katonaság elől menekülő betyár szíven lőtte magát.

## Közélete

### Polgármesterei
- 1990–1994: Stickl János (független)[3]
- 1994–1998: Stickl János (független)[4]
- 1998–2002: Németh Csaba (független)[5]
- 2002–2006: Németh Csaba (független)[6]
- 2006–2009: Németh Csaba (független)[7]
- 2010–2010: Takács Zsolt János (független)[8]
- 2010–2014: Takács Zsolt János (független)[9]
- 2014–2015: Takács Zsolt János (független)[10]
- 2015–2019: Kirtyán Károly László (független)[11]
- 2019–2024: Kirtyán Károly (független)[12]
- 2024– : Szijártó László (független)[1]

A településen 2010. február 28-án időközi polgármester-választást kellett tartani, az előző polgármester halála miatt; posztjáért egyetlen jelölt indult.
2015. november 8-án ismét időközi polgármester-választásra (és képviselő-testületi választásra) került sor Lápafőn, ezúttal az előző képviselő-testület önfeloszlatása miatt. A választáson a hivatalban lévő polgármester is elindult, de alulmaradt egyetlen kihívójával szemben.
A települési önkormányzat képviselő-testülete a 2010-es választási év óta a polgármesterből és négy képviselőből áll.

## Népesség
A település népességének változása:
- 1870: 478 fő
- 1949: 457 fő
- 1970: 305 fő
- 1990: 204 fő
- 2001: 220 fő
- 2009: 161 fő
- 2014: 171 fő

| Lakosok száma | 169  | 171  | 162  | 156  | 135  | 143  | 146  |
|               | 2013 | 2014 | 2015 | 2021 | 2022 | 2023 | 2024 |

2001-ben a lakosok 100%-a magyarnak vallotta magát.
A 2011-es népszámlálás során a lakosok 91,7%-a magyarnak, 0,6% cigánynak, 5,4% németnek, 1,2% románnak mondta magát (7,1% nem nyilatkozott; a kettős identitások miatt a végösszeg nagyobb lehet 100%-nál).
2022-ben a lakosság 92,6%-a vallotta magát magyarnak, 3,7% cigánynak, 2,2% németnek, 0,7% horvátnak, 3,7% egyéb, nem hazai nemzetiségűnek (5,2% nem nyilatkozott; a kettős identitások miatt a végösszeg nagyobb lehet 100%-nál).

## Vallás
A 2001-es népszámlálás adatai alapján a lakosság kb. 45%-a református, kb. 40,5%-a római katolikus és kb. 2%-a evangélikus vallású. Nem tartozik egyetlen egyházhoz vagy felekezethez sem, illetve nem válaszolt kb. 12,5%.
2011-ben a vallási megoszlás a következő volt: római katolikus 36,3%, református 39,9%, evangélikus 1,8%, görögkatolikus 1,2%, felekezeten kívüli 9,5% (11,3% nem nyilatkozott).
2022-ben vallása szerint 23,7% volt római katolikus, 17% református, 0,7% evangélikus, 10,4% felekezeten kívüli (48,1% nem válaszolt).

### Római katolikus egyház
A Pécsi Egyházmegye (püspökség) Dombóvári Esperesi Kerületében lévő Naki plébániához tartozik filiaként.

### Református egyház
16. századi adatok alapján a településen nagyon hamar, a század közepe táján megjelent a reformáció. Korabeli iratok református településként említik. A Dunamelléki Református Egyházkerület (püspökség) Tolnai Református Egyházmegyéjébe (esperesség) tartozik, mint társegyházközség.

## Nevezetességei
- Református templom: 1785-1790 között épült. Homlokzat előtti, háromszintes tornya 1899-ben épült hozzá.
- Második világháborús emlékmű

## Híres emberek
- Galgóczy Károly (1823–1916) mezőgazdász, gazdasági szakíró, az MTA levelező tagja itt született.
- Sobri Jóska (1810–1837) híres bakonyi betyár 1837. február 17-én itt lelte halálát.
- Itt született Szirtes László, született Neiser József (1904[18] – 1959)[19] színész, gyártás- és felvételvezető, Szirtes Tamás színigazgató, színházi rendező apja.